# Associazione Calcio Cesena 2013-2014
Questa voce raccoglie le informazioni riguardanti l'Associazione Calcio Cesena nelle competizioni ufficiali della stagione 2013-2014.

## Stagione
Nella stagione 2013-2014 il Cesena disputa il ventinovesimo campionato di Serie B della sua storia; avendo chiuso la stagione regolare al quarto posto con 66 punti, ha guadagnato l'accesso ai Play-off promozione. Eliminati il Modena in semifinale ed il Latina in finale, ottenendo la promozione in Serie A a due anni dall'ultima retrocessione. Sulla panchina bianconera il confermato Pierpaolo Bisoli che impone di pensare prima di tutto alla salvezza, pur disponendo di una squadra competitiva, imperniata su una solida difesa. Ha chiuso il girone di andata in ottava posizione con 31 punti. Nel girone di ritorno ha raccolto 35 punti, ma ha il grande merito di essersi fatta trovare pronta nei Play-off, dove ha ottenuto 3 vittorie ed un pari, la vittoria decisiva il 18 giugno 2014 a Latina (1-2), dove il Cesena compie l'ultima impresa della stagione, ritornando dopo due anni in Serie A. Nella Coppa Italia il Cesena supera nel secondo turno (4-1) il Ponte San Pietro, poi nel secondo turno esce dal torneo perdendo (1-0) ad Avellino.

## Divise e sponsor
Lo sponsor tecnico per la stagione 2013-2014 è stato Erreà, mentre lo sponsor ufficiale è stato Aldini Costruzioni.
| 1ª divisa | 2ª divisa |

## Organigramma societario[1]
Area direttiva
- Presidente: Giorgio Lugaresi
- Vicepresidente vicario: Graziano Pransani
- Vicepresidente: Mauro Urbini
- Presidente settore giovanile: Lorenzo Lelli
- Area Legale e Contrattualistica: Christian Dionigi
- Area Finanziaria: Claudio Manuzzi
- Amministrazione, finanza e controllo: Nadia Battistini e Alessandro Sbraccia
- Direttore generale: Gabriele Valentini
- Direttore settore giovanile: Luigi Piangerelli
- Segretario generale: Marco Valentini
- Segreteria: Diletta Sarti
- Addetto stampa: Leonardo Scirpoli
- Responsabile stadio e biglietteria: Gianluca Campana

Area tecnica
- Direttore area tecnica: Rino Foschi
- Dirigente area tecnica: Maurizio Marin
- Allenatore: Pierpaolo Bisoli
- Preparatore dei portieri: Roberto Bocchino
- Preparatore atletico: Riccardo Ragnacci
- Area preparazione atletica: Mattia Vincenzi
- Collaboratore: Michele Tardioli
- Team Manager: Fiorenzo Treossi
- Magazzinieri: Luca Benini e Daniele Galassi

Area sanitaria
- Responsabile sanitario: Paolo Bazzocchi
- Medico sociale: Dante Boscherini
- Fisioterapisti: Giovanni Riva e Stefano Valentini
- Osteopata: Giorgio Caiterzi

## Rosa[2]
| N. |                                 | Ruolo | Calciatore          |
| -- | ------------------------------- | ----- | ------------------- |
| 1  | Italia (bandiera)               | P     | Andrea Rossini      |
| 2  | Camerun (bandiera)              | C     | Louise Parfait      |
| 3  | Italia (bandiera)               | D     | Alberto Almici      |
| 4  | Bosnia ed Erzegovina (bandiera) | A     | Enis Nadarević      |
| 4  | Italia (bandiera)               | C     | Luca Valzania       |
| 5  | Ghana (bandiera)                | C     | Moro Alhassan       |
| 6  | Italia (bandiera)               | C     | Michele Camporese   |
| 7  | Italia (bandiera)               | C     | Marco D'Alessandro  |
| 8  | Italia (bandiera)               | C     | Giuseppe De Feudis  |
| 9  | Spagna (bandiera)               | A     | Alejandro Rodríguez |
| 10 | Italia (bandiera)               | C     | Manuel Coppola      |
| 11 | Uruguay (bandiera)              | A     | Pablo Granoche      |
| 13 | Italia (bandiera)               | D     | Luca Ricci          |
| 14 | Italia (bandiera)               | D     | Massimo Volta       |
| 15 | Slovenia (bandiera)             | D     | Luka Krajnc         |
| 16 | Italia (bandiera)               | A     | Luca Garritano      |
| 17 | Francia (bandiera)              | C     | Grégoire Defrel     |
| 18 | Italia (bandiera)               | A     | Andrea Ingegneri    |

| N. |                   | Ruolo | Calciatore          |
| -- | ----------------- | ----- | ------------------- |
| 19 | Italia (bandiera) | A     | Davide Succi        |
| 22 | Italia (bandiera) | P     | Andrea Campagnolo   |
| 23 | Italia (bandiera) | C     | Andrea Tabanelli    |
| 24 | Italia (bandiera) | A     | Nicola Capellini    |
| 24 | Italia (bandiera) | A     | Roberto Gagliardini |
| 27 | Italia (bandiera) | C     | Nicolò Consolini    |
| 28 | Italia (bandiera) | C     | Andrea Gessa        |
| 29 | Guinea (bandiera) | C     | Ismael Bangoura     |
| 30 | Italia (bandiera) | C     | Tommaso Arrigoni    |
| 30 | Italia (bandiera) | P     | Federico Agliardi   |
| 32 | Italia (bandiera) | A     | Gabriele Moncini    |
| 33 | Italia (bandiera) | D     | Francesco Renzetti  |
| 34 | Italia (bandiera) | C     | Emmanuel Cascione   |
| 36 | Italia (bandiera) | P     | Achille Coser       |
| 37 | Italia (bandiera) | D     | Daniele Capelli     |
| 38 | Italia (bandiera) | A     | Thomas Pedrabissi   |
| 39 | Italia (bandiera) | A     | Guido Marilungo     |
| 40 | Italia (bandiera) | C     | Luca Belingheri     |

## Risultati

### Serie B

#### Girone di andata
| Arbitro: | Nasca (Bari) |

|                    |           |  |
| Damonte 58’ (aut.) | Marcatori |  |

| Arbitro: | Pairetto (Nichelino) |

|              |           |                               |
| Torromino 9’ | Marcatori | 51’ Rodríguez 82’ (aut.) Ligi |

| Arbitro: | Baracani (Firenze) |

|  |           |                |
|  | Marcatori | 53’ Falcinelli |

| Arbitro: | Cervellera (Taranto) |

|                                   |           |               |
| Lafferty 60’ Hernández 68’ (rig.) | Marcatori | 53’ De Feudis |

| Arbitro: | Di Paolo (Avezzano) |

|                                                    |           |          |
| Liviero 10’ (aut.) D'Alessandro 68’ Succi 84’, 90’ | Marcatori | 87’ Çani |

| Arbitro: | Maresca (Napoli) |

|  |           |           |
|  | Marcatori | 28’ Volta |

| Arbitro: | Ciampi (Roma) |

|              |           |              |
| Granoche 70’ | Marcatori | 88’ Politano |

| Arbitro: | Borriello (Mantova) |

|                  |           |              |
| Succi 90’ (rig.) | Marcatori | 60’ Pulzetti |

| Arbitro: | Mariani (Aprilia) |

|  |           |                          |
|  | Marcatori | 12’ Defrel 51’ Garritano |

| Arbitro: | Ghersini (Genova) |

|                      |           |            |
| Defrel 29’ Succi 38’ | Marcatori | 65’ Fedato |

| Arbitro: | Roca (Foggia) |

|            |           |              |
| Rubino 89’ | Marcatori | 28’ Cascione |

| Arbitro: | La Penna (Roma) |

|               |           |           |
| Tabanelli 55’ | Marcatori | 74’ Lauro |

| Arbitro: | Pinzani (Empoli) |

|                           |           |            |
| Lisuzzo 38’ Catellani 74’ | Marcatori | 31’ Defrel |

| Arbitro: | Aureliano (Bologna) |

|                         |           |                   |
| Volta 10’ Camporese 47’ | Marcatori | 4’ Coly 85’ Perez |

| Brescia 23 novembre 2013, ore 15:00 CET 15ª giornata | Brescia               | 0 – 0 referto | Cesena | Stadio Mario Rigamonti\| Arbitro: \| Abbattista (Molfetta) \| |
| Arbitro:                                             | Abbattista (Molfetta) |               |        |                                                               |

| Avellino 30 novembre 2013, ore 15:00 CET 16ª giornata | Avellino            | 0 – 0 referto | Cesena | Stadio Partenio-Adriano Lombardi\| Arbitro: \| Gavillucci (Latina) \| |
| Arbitro:                                              | Gavillucci (Latina) |               |        |                                                                       |

| Arbitro: | Candussio (Cervignano del Friuli) |

|  |           |              |
|  | Marcatori | 54’ Pasquato |

| Empoli 14 dicembre 2013, ore 15:00 CET 18ª giornata | Empoli          | 0 – 0 referto | Cesena | Stadio Carlo Castellani\| Arbitro: \| Pasqua (Tivoli) \| |
| Arbitro:                                            | Pasqua (Tivoli) |               |        |                                                          |

| Arbitro: | Ciampi (Roma) |

|                                             |           |             |
| D'Alessandro 19’ Cascione 55’ Rodríguez 73’ | Marcatori | 61’ Gerardi |

| Latina 26 dicembre 2013, ore 15:00 CET 20ª giornata | Latina       | 0 – 0 referto | Cesena | Stadio Domenico Francioni\| Arbitro: \| Nasca (Bari) \| |
| Arbitro:                                            | Nasca (Bari) |               |        |                                                         |

| Arbitro: | Baracani (Firenze) |

|             |           |            |
| Capelli 36’ | Marcatori | 44’ Molina |

#### Girone di ritorno
| Arbitro: | Aureliano (Bologna) |

|                      |           |                                                |
| Pavoletti 34’ (rig.) | Marcatori | 3’ D'Alessandro 19’ Belingheri 75’ Gagliardini |

| Arbitro: | Ghersini (Genova) |

|               |           |  |
| Rodríguez 71’ | Marcatori |  |

| Arbitro: | Mariani (Aprilia) |

|          |           |                |
| Comi 76’ | Marcatori | 33’ Belingheri |

| Cesena 15 febbraio 2014, ore 15:00 CET 25ª giornata | Cesena              | 0 – 0 referto | Palermo | Stadio Dino Manuzzi\| Arbitro: \| Merchiori (Ferrara) \| |
| Arbitro:                                            | Merchiori (Ferrara) |               |         |                                                          |

| Arbitro: | Pinzani (Empoli) |

|                      |           |                                 |
| Ardemagni 28’ (rig.) | Marcatori | 39’ Krajnc 90’ (rig.) Rodríguez |

| Arbitro: | Ostinelli (Como) |

|                    |           |                            |
| Rodríguez 69’, 80’ | Marcatori | 14’, 52’ (rig.) M. Mancosu |

| Arbitro: | Nasca (Bari) |

|                          |           |  |
| Župarić 43’ Politano 57’ | Marcatori |  |

| Arbitro: | Candussio (Cervignano del Friuli) |

|              |           |  |
| Belmonte 22’ | Marcatori |  |

| Arbitro: | Manganiello (Pinerolo) |

|                     |           |  |
| Cascione 56’ (rig.) | Marcatori |  |

| Bari 25 marzo 2014, ore 20:30 CET 31ª giornata | Bari           | 0 – 0 referto | Cesena | Stadio San Nicola\| Arbitro: \| Saia (Palermo) \| |
| Arbitro:                                       | Saia (Palermo) |               |        |                                                   |

| Arbitro: | Di Paolo (Avezzano) |

|                             |           |  |
| Marilungo 56’ Rodríguez 76’ | Marcatori |  |

| Arbitro: | Baracani (Firenze) |

|  |           |                         |
|  | Marcatori | 6’ Succi 80’ M. Coppola |

| Arbitro: | Merchiori (Ferrara) |

|  |           |                           |
|  | Marcatori | 48’ Giannetti 83’ Bellomo |

| Arbitro: | Abbattista (Molfetta) |

|             |           |  |
| Coralli 56’ | Marcatori |  |

| Arbitro: | Roca (Foggia) |

|  |           |                                  |
|  | Marcatori | 45’ Sodinha 72’ Budel 90’ Corvia |

| Arbitro: | Mariani (Aprilia) |

|                                    |           |  |
| Camporese 65’ Garritano 74’ (rig.) | Marcatori |  |

| Arbitro: | Pairetto (Nichelino) |

|  |           |                     |
|  | Marcatori | 90’ (rig.) Cascione |

| Arbitro: | Ciampi (Roma) |

|               |           |  |
| Marilungo 84’ | Marcatori |  |

| Arbitro: | La Penna (Roma) |

|             |           |                            |
| Lucioni 13’ | Marcatori | 45’ Cascione 55’ Rodríguez |

| Arbitro: | Nasca (Bari) |

|              |           |                           |
| Cascione 90’ | Marcatori | 45’ Crimi 63’, 85’ Laribi |

| Modena 31 maggio 2014, ore 20:30 CEST 42ª giornata | Modena              | 0 – 0 referto | Cesena | Stadio Alberto Braglia\| Arbitro: \| Di Bello (Brindisi) \| |
| Arbitro:                                           | Di Bello (Brindisi) |               |        |                                                             |

### Play-off

#### Semifinali
| Arbitro: | Mariani (Aprilia) |

|  |           |               |
|  | Marcatori | 18’ Marilungo |

| Arbitro: | Baracani (Firenze) |

|               |           |             |
| Marilungo 56’ | Marcatori | 75’ Manfrin |

#### Finali
| Arbitro: | Cervellera (Taranto) |

|                         |           |             |
| Volta 45’ Marilungo 52’ | Marcatori | 89’ Cisotti |

| Arbitro: | Di Bello (Brindisi) |

|           |           |                                |
| Bruno 13’ | Marcatori | 52’ Defrel 90’ (rig.) Cascione |

### Coppa Italia
| Arbitro: | Borriello (Mantova) |

|                                                     |           |               |
| Succi 45’ Camporese 55’ Tabanelli 59’ Garritano 90’ | Marcatori | 12’ S. Traini |

| Arbitro: | Celi (Bari) |

|               |           |  |
| Galabinov 24’ | Marcatori |  |

## Statistiche

### Statistiche di squadra
| Competizione | Punti | In casa | In casa | In casa | In casa | In casa | In casa | In trasferta | In trasferta | In trasferta | In trasferta | In trasferta | In trasferta | Totale | Totale | Totale | Totale | Totale | Totale | DR  |
| Competizione | Punti | G       | V       | N       | P       | Gf      | Gs      | G            | V            | N            | P            | Gf           | Gs           | G      | V      | N      | P      | Gf     | Gs     | DR  |
| ------------ | ----- | ------- | ------- | ------- | ------- | ------- | ------- | ------------ | ------------ | ------------ | ------------ | ------------ | ------------ | ------ | ------ | ------ | ------ | ------ | ------ | --- |
| Serie B      | 66    | 21      | 9       | 7       | 5       | 26      | 21      | 21           | 8            | 8            | 5            | 19           | 14           | 42     | 17     | 15     | 10     | 45     | 35     | +10 |
| Play-off     | -     | 2       | 1       | 1       | 0       | 3       | 2       | 2            | 2            | 0            | 0            | 3            | 1            | 4      | 3      | 1      | 0      | 6      | 3      | +3  |
| Coppa Italia | -     | 1       | 1       | 0       | 0       | 4       | 1       | 1            | 0            | 0            | 1            | 0            | 1            | 2      | 1      | 0      | 1      | 4      | 2      | +2  |
| Totale       | -     | 23      | 10      | 8       | 5       | 32      | 24      | 24           | 10           | 11           | 5            | 22           | 16           | 48     | 20     | 17     | 11     | 54     | 40     | +14 |

### Statistiche dei giocatori
| Giocatore       | Serie B  | Serie B | Serie B     | Serie B    | Play-off | Play-off | Play-off    | Play-off   | Coppa Italia | Coppa Italia | Coppa Italia | Coppa Italia | Totale   | Totale | Totale      | Totale     |
| Giocatore       | Presenze | Reti    | Ammonizioni | Espulsioni | Presenze | Reti     | Ammonizioni | Espulsioni | Presenze     | Reti         | Ammonizioni  | Espulsioni   | Presenze | Reti   | Ammonizioni | Espulsioni |
| --------------- | -------- | ------- | ----------- | ---------- | -------- | -------- | ----------- | ---------- | ------------ | ------------ | ------------ | ------------ | -------- | ------ | ----------- | ---------- |
| F. Agliardi     | 2        | -3      | 1           | 0          | 3        | -1       | 0           | 0          | -            | -            | -            | -            | 5        | -4     | 1           | 0          |
| M. Alhassan     | 12       | 0       | 2           | 0          | 2        | 0        | 0           | 0          | -            | -            | -            | -            | 14       | 0      | 2           | 0          |
| A. Almici       | 3        | 0       | 1           | 0          | -        | -        | -           | -          | -            | -            | -            | -            | 3        | 0      | 1           | 0          |
| I. Bangoura     | 2        | 0       | 0           | 0          | -        | -        | -           | -          | -            | -            | -            | -            | 2        | 0      | 0           | 0          |
| L. Belingheri   | 14       | 2       | 2           | 0          | -        | -        | -           | -          | -            | -            | -            | -            | 14       | 2      | 2           | 0          |
| A. Campagnolo   | 12       | -9      | 0           | 0          | -        | -        | -           | -          | 1            | -1           | 0            | 0            | 13       | -10    | 0           | 0          |
| M. Camporese    | 18       | 2       | 6           | 0          | 3        | 0        | 0           | 0          | 2            | 1            | 1            | 0            | 23       | 3      | 7           | 0          |
| D. Capelli      | 30       | 1       | 7           | 1          | 4        | 0        | 1           | 0          | -            | -            | -            | -            | 34       | 1      | 8           | 1          |
| N. Capellini    | 4        | 0       | 0           | 0          | -        | -        | -           | -          | -            | -            | -            | -            | 4        | 0      | 0           | 0          |
| E. Cascione     | 26       | 6       | 9           | 1          | 4        | 1        | 0           | 0          | -            | -            | -            | -            | 30       | 7      | 9           | 1          |
| N. Consolini    | 31       | 0       | 6           | 0          | -        | -        | -           | -          | -            | -            | -            | -            | 31       | 0      | 6           | 0          |
| M. Coppola      | 29       | 1       | 8           | 0          | 3        | 0        | 1           | 0          | 2            | 0            | 0            | 0            | 34       | 1      | 9           | 0          |
| A. Coser        | 25       | -19     | 0           | 0          | 2        | -2       | 0           | 0          | -            | -            | -            | -            | 27       | -21    | 0           | 0          |
| M. D'Alessandro | 39       | 3       | 4           | 1          | 3        | 0        | 1           | 0          | 2            | 0            | 0            | 0            | 44       | 3      | 5           | 1          |
| G. De Feudis    | 34       | 1       | 8           | 0          | 4        | 0        | 0           | 0          | 2            | 0            | 0            | 0            | 40       | 1      | 8           | 0          |
| G. Defrel       | 37       | 3       | 3           | 0          | 4        | 1        | 1           | 0          | 2            | 0            | 0            | 0            | 43       | 4      | 4           | 0          |
| R. Gagliardini  | 19       | 1       | 4           | 0          | 2        | 0        | 2           | 1          | -            | -            | -            | -            | 21       | 1      | 6           | 1          |
| L. Garritano    | 25       | 2       | 4           | 1          | 3        | 0        | 0           | 0          | 2            | 1            | 0            | 0            | 30       | 3      | 4           | 1          |
| P. Granoche     | 9        | 1       | 0           | 0          | -        | -        | -           | -          | 1            | 0            | 0            | 0            | 10       | 1      | 0           | 0          |
| A. Ingegneri    | 7        | 0       | 0           | 0          | -        | -        | -           | -          | 1            | 0            | 0            | 0            | 8        | 0      | 0           | 0          |
| L. Krajnc       | 22       | 1       | 5           | 0          | 4        | 0        | 0           | 0          | -            | -            | -            | -            | 26       | 1      | 5           | 0          |
| G. Marilungo    | 20       | 2       | 4           | 1          | 4        | 3        | 0           | 0          | -            | -            | -            | -            | 24       | 5      | 4           | 1          |
| G. Moncini      | 3        | 0       | 0           | 0          | -        | -        | -           | -          | -            | -            | -            | -            | 3        | 0      | 0           | 0          |
| E. Nadarević    | 7        | 0       | 2           | 0          | -        | -        | -           | -          | 1            | 0            | 0            | 0            | 8        | 0      | 2           | 0          |
| T. Pedrabissi   | 1        | 0       | 0           | 0          | -        | -        | -           | -          | -            | -            | -            | -            | 1        | 0      | 0           | 0          |
| F. Renzetti     | 35       | 0       | 6           | 0          | 4        | 0        | 1           | 0          | 2            | 0            | 0            | 0            | 41       | 0      | 7           | 0          |
| L. Ricci        | 1        | 0       | 0           | 0          | -        | -        | -           | -          | 2            | 0            | 0            | 0            | 3        | 0      | 0           | 0          |
| A. Rodríguez    | 20       | 8       | 5           | 0          | 2        | 0        | 0           | 0          | 2            | 0            | 0            | 0            | 24       | 8      | 5           | 0          |
| A. Rossini      | 5        | -4      | 0           | 0          | -        | -        | -           | -          | 1            | -1           | 0            | 0            | 6        | -5     | 0           | 0          |
| D. Succi        | 35       | 5       | 3           | 0          | -        | -        | -           | -          | 2            | 1            | 0            | 0            | 37       | 6      | 3           | 0          |
| A. Tabanelli    | 17       | 1       | 5           | 0          | -        | -        | -           | -          | 1            | 1            | 0            | 0            | 18       | 2      | 5           | 0          |
| L. Valzania     | 1        | 0       | 0           | 0          | -        | -        | -           | -          | -            | -            | -            | -            | 1        | 0      | 0           | 0          |
| M. Volta        | 37       | 2       | 11          | 1          | 4        | 1        | 0           | 0          | 2            | 0            | 1            | 0            | 43       | 3      | 12          | 1          |